# 東京下町古書店
《東京Band Wagon〜老街大家族的故事》，為日本電視台於2013年10月12日起播出的電視劇，由龜梨和也、多部未華子、玉置浩二主演，改編自小路幸也2006年出版的同名小說。

## 簡介
這是一則流傳在東京下町地區的百年傳說。凡有任何困擾於心的疑難雜症，只要走進這家標榜著「舉凡與文化、文明相關的諸般問題，皆可獲得圓滿解答」的古書店，所有問題立刻迎刃而解。

## 登場人物

### 主角
- 堀田青 - 龜梨和也

堀田家次男，我南人的私生子，從小由已故的母親秋實撫養長大。旅行社導遊。
- 楨野玲美 - 多部未華子

隅田川女子大學生。阿青的女朋友。
- 堀田我南人 - 玉置浩二（安全地帶）

藍子、阿紺與阿青的父親。搖滾樂團主唱。

### 堀田家
經營明治18年（1885年）創業的古書店「東京Band Wagon」、4代同堂的大家族。
- 堀田勘一 - 平泉成

祖父，我南人的父親。古書店「東京Band Wagon」第3代店主。
- 堀田幸 - 加賀麻里子（日语：加賀まりこ）（兼任本劇旁白）

祖母，我南人的母親。婚前本名五條辻咲智子。2年前過世後化為守護神，繼續留在堀田家。
- 堀田藍子 - 米木拉（少女時期：伊東蒼）

堀田家長女。書店經理，西洋畫畫家。
- 堀田花陽 - 尾澤琉奈

藍子的私生女。
- 堀田紺 - 金子統昭（少年時期：高橋曽良）

堀田家長男。自由作家。
- 堀田（脇坂）亞美 - 平愛梨

阿紺的妻子。曾是國際線空姐。在家中古書店附設的咖啡廳幫忙。
- 堀田研人 - 君野夢真

阿紺與亞美的獨生子。
- 玉三郎 / 班傑明

堀田家飼養的2隻貓。

### 住在老街的人們
- 藤島直也 - 井之原快彦（V6）（友情演出）

經常光顧古書店的S&E科技公司老闆。
- 莫道克 - 謝爾（Jonathan Sherr）

熱愛日本文化的英國人，日本畫畫家。很喜歡藍子。
- 阿健 - 光石研

我南人的樂團粉絲。第一大廈的管理員。
- 甲（千葉）真奈美 - 片桐入

小料理居酒屋「春」的老闆娘。
- 祐圓 - 柳原晴郎（日语：ベンガル (俳優)）

勘一的國中學弟。原是神社的主祭，現在已經退休。
- 茅野 - 山田明郷（日语：山田明郷）（第4～5、8、10集）

經常光顧古書店的刑警。

## 各集登場人物
在複數及單數集數登場的角色皆在括號中註明。

### 第1集
- 大町法子 - 西山繭子（第8集）

阿健的女兒。與失蹤的父親相隔20年後，兩人再度相會。
- 大町功 - 平沼紀久（第8集）

法子的丈夫。
- 大町奈美子 - 井上琳水（日语：井上琳水）

住在第一大廈403號房的國小1年級學生。上學時會將百科全書偷偷放在古書店一角，下課後再到古書店將書拿回家。
- LOVE TIMER - 安全地帶（第4集）

我南人組成的搖滾樂團。

### 第2集
- 增谷裕太 - 中島裕翔（Hey! Say! JUMP）（第8集）

為了替母親解救危機，欲將祖父誠一郎遺物「古事類苑」轉賣給古書店的學生。
- 增谷玲井奈 - 小島藤子（第8集）

裕太的妹妹。
- 會澤夏樹 - 落合扶樹（日语：落合モトキ）（第7～8集）

玲井奈的男朋友，之後兩人成為夫妻。
- 小夜（さよ） - 山下紗和（第8集）

夏樹與玲井奈的女兒。
- 伊藤 - 松澤一之

古董店老闆。
- 槙野春雄 - 升毅（日语：升毅）（第4、7集）

鈴美的父親。藍子的大學教授，與藍子發生外遇後生下花陽。東都大學文學部日本學科教授。因心筋梗塞過世。

### 第3集
- 脇坂和文 - 佐戸井賢太（日语：佐戸井けん太）（第8集）

亞美的父親。
- 脇坂修平 - 上遠野太洸（第8集）

亞美的弟弟。
- 茅野 - 山田明鄉（日语：山田明郷）（第4～5、8、10集）

經常光顧古書店的刑警。

### 第4集
- 永坂杏里 - 入山法子（第5、8集）

藤島的秘書。

### 第5集
- 上本希美子 - 西慶子（日语：西慶子）

上本電機社長。公司經營不善，為了籌措員工的遣散費，希望古書店能收購自家中的藏書。
- 藤島麻里（得年17歲） - 星名美津紀（照片演出）

藤島的姊姊。在上學途中被高中教師高木宏所害。

### 第6集
- 重松雄太郎 - 篠井英介（日语：篠井英介）

京都古書店業的第一把交椅，「六波羅深書」懇親會顧問。與勘一是死對頭。
- 阿曾 - 田中幸太朗（日语：田中幸太朗）

重松的孫子。「第75屆六波羅深書」懇親會幹事。
- 三迫貴惠 - 金智順（日语：ちすん）（高中時代：鈴木果穗〔照片演出〕）

自稱「山田華子」、為了要轉賣「愛蜜莉與偵探」（Emil and the Detectives）而來到古書店。阿紺的高中同學。高中時代向阿紺告白，被拒絕後因大受打擊而企圖自殺，在校內引發騒動。
- 三迫佳奈 - 鈴木果穗

貴惠的妹妹。姐姐企圖自殺的那年僅有5歳。
- 甲幸光 - 田中要次（日语：田中要次）（第7集）

真奈美的料理店聘僱的廚師。

### 第7～8集
- 池澤百合枝 - 大地真央[4]

日本當紅女演員。我南人的外遇對象，阿青的親生母親。
- 槙野聰子 - 山下容莉枝（日语：山下容莉枝）

玲美的嬸嬸，獨自從三重縣前往堀田家拜訪。護理師。對玲美獨自一人感到擔心，因此專程到東京探望侄女。
- 木島真一 - 堀部圭亮（日语：堀部圭亮）

週刊「Top」的記者。
- 淺羽 - 筒井真理子（日语：筒井真理子）

池澤所屬的經紀公司社長。
- 康圓 - 坂本真（日语：坂本真）

祐圓的兒子。神社的現任主祭。

### 第9集
- 久本 - 山崎一（日语：山崎一）

甲廚師以前任職的餐廳店長，現在是京都的料理店廚師。

## 製作群
- 製作人 - 池田健司、原藤一輝（J Storm）、秋元孝之
- 導演 - 狩山俊輔、菅原伸太郎
- 編劇 - 大森美香
- 原作 - 小路幸也《東京下町古書店》（新潮社）
- 古書顧問 - 芳賀健治、東京都古書籍商業協同組合
- 日本畫顧問 - 澤田香織
- 所作指導 - 吉田禮子
- 醫療顧問 - 堀繪理香
- 劇中料理 - 赤堀博美
- 法律顧問 - 律師法人Atom法律事務所
- 製作總監 - 伊藤響
- 協助拍攝 - 千葉縣香取市佐原、水郷佐原觀光協會、東京都墨田區、台東區影視協會、隅田影視協會
- 協助製作 - Office Crescendo
- 製作出品 - 日本電視台

## 主題曲與片尾曲
- 堀田家樂團《サヨナラ☆ありがとう》（再見☆謝謝）（J Storm）
- 玉置浩二《サーチライト》（探照燈）（日本索尼音樂）

## 集數列表
| 各集                                                                        | 播出日期（2013年） | 標題 | 原作標題                                                                                                  | 導演       | 收視率 |
| --------------------------------------------------------------------------- | ------------------ | --- | --- | ---------- | ------ |
| 第1集                                                                       | 10月12日           | （老街大家族的故事！〜四代同堂的力量！愛與歌聲的奇蹟！）                                                  | （離奇消失的百科全書）                                                                                    | 狩山俊輔   | 8.8%   |
| 第2集                                                                       | 10月19日           | （小女孩放了書就消失的事件！她的父親是誰？）                                                              | （耶誕夜的百科全書和小寶寶）                                                                              | 狩山俊輔   | 8.2%   |
| 第3集                                                                       | 10月26日           | （老街大家族的故事！〜斷絕關係的母子再次相會！親生父親下跪道歉）                                          | （兩個媳婦的眼淚）                                                                                        | 菅原伸太郎 | 7.8%   |
| 第4集                                                                       | 11月2日            | （老街大家族的故事！〜揭發神秘新娘的真面目！淚水下的告白）                                                | （兩個媳婦的眼淚）                                                                                        | 菅原伸太郎 | 6.3%   |
| 第5集                                                                       | 11月9日            | （老街大家族的故事！〜不能隨便殺人！）                                                                    | 恋の沙汰も神頼み （緣份天注定）                                                                           | 狩山俊輔   | 6.2%   |
| 第6集                                                                       | 11月16日           | 下町大家族物語！〜 突然のプロポーズ！ ずっと一緒に！ （老街大家族的故事！〜突如其來的求婚！永遠在一起！） | あなたのおなまえなんてぇの研人とメリーちゃんの羊が笑う （你的名字讓研人與瑪莉妹妹養的羊笑了）             | 菅原伸太郎 | 6.8%   |
| 第7集                                                                       | 11月23日           | 下町大家族物語！〜母親は大女優!? 結婚は大ピンチ!? （老街大家族的故事！〜母親是當紅女星!? 結婚是危機!? ）  | 愛こそすべて （一切都是為了愛）                                                                           | 菅原伸太郎 | 6.1%   |
| 第8集                                                                       | 11月30日           | 運命の結婚式!! 隠し子と捨てた母の涙… （命運的婚禮!!拋棄私生子的母親留下的眼淚…）                          | 愛こそすべて スタンド・バイ・ミー （一切都是為了愛） （Stand by me）                                      | 狩山俊輔   |        |
| 第9集                                                                       | 12月7日            | 下町大家族物語！〜 家族に贈る最期のクリスマスソング（老街大家族的故事！〜家族致贈的寂靜耶誕歌曲）         | 冬に稲妻遠からじ 研人とメリーちゃんの羊が笑う （冬雷若響起，春天還會遠嗎） （研人與瑪莉妹妹有隻會笑的羊） | 西岡健太郎 | 7.3%   |
| 第10集                                                                      | 12月14日           | 笑って！ 涙にサヨナラ！ ありがとう!! （盡情的笑吧！充滿淚水的道別！謝謝大家！）                           | | 狩山俊輔   | 6.5%   |
| 平均收視率 7.1%（收視率以關東地區為調查藍本，數據由Video Research公司提供） |                    | | |            |        |

## 小說
野人文化出版，吳季倫譯
- 東京下町古書店 VOL1 搖滾愛書魂（2013年11月、ISBN 978-986-5830-56-4）
- 東京下町古書店 VOL2 傳遞愛的使者（2013年12月、ISBN 978-986-5830-75-5）
- 東京下町古書店 VOL3 守護愛情的羊男（2014年3月、ISBN 978-986-5723-06-4）
- 東京下町古書店 VOL4番外篇 背負天皇密令的華族之女（2014年5月、ISBN 978-986-5723-26-2）
- 東京下町古書店 VOL5 源氏物語背後的秘密（2014年7月、ISBN 978-986-5723-46-0）
- 東京下町古書店 VOL6 蘋果的滋味 OB-LA-DI, OB-LA-DA（2014年8月、ISBN 978-986-5723-74-3）
- 東京下町古書店 VOL7 誰是偷書賊LADY MADONNA（2014年11月、ISBN 978-986-5723-92-7）

## 外部連結
- 日本電視台官網 （页面存档备份，存于）